# Östergötlands runinskrifter 77
Östergötlands runinskrifter 77, Ög 77, är en vikingatida runsten i Hovgården, Hovs socken och Vadstena kommun. Runstenen är 2 meter hög och 1,73 meter bred. Runhöjden är 10-12 centimeter. I mitten av ristningen finns ett kors. Stenen togs upp vid reparationen av en källare i Kungslyckan på Hovgården 1867. Runstenen var då delad i tre stycken. Stenen är nu rest, men det minsta stycket ligger löst bredvid. På det lösa minsta stycket finns inskriftens början.

## Inskriften
Translitterering av runraden:
: tuna : sati : stin : þ-... --tʀ : sin : uar : þurfast : uas han : man : mist : uniþik ·
Normalisering till runsvenska:
Tunna/Tonna satti stæin þ[annsi æf]tiʀ sinn ver Þorfast. Vas hann manna mæstr oniðingʀ.
Översättning till nusvenska:
Tunna satte denna sten efter sin man Torfast. Han var av människor minst en niding.
Uttrycket "minst en niding" betyder att Torfast var motsatsen till en niding, alltså en förträfflig karl.